# 로버트 G. 잉거솔

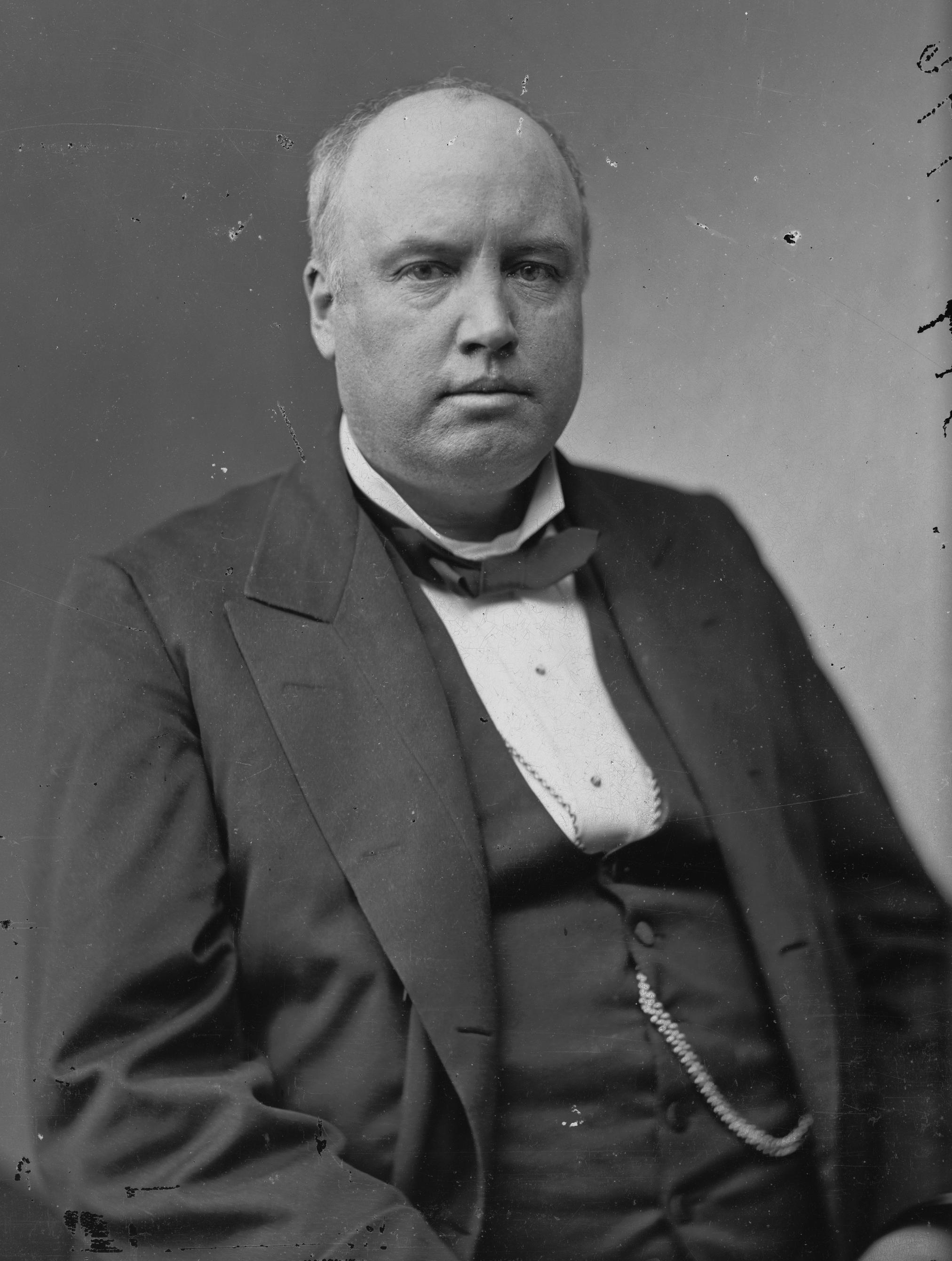
로버트 잉거솔

로버트 그린 "밥" 잉거솔(Robert Green "Bob" Ingersoll, 1833년 8월 11일 - 1899년 7월 21일)은 미국 뉴욕출신의 대표적인 불가지론자이다.
1879년 자기의 형의 무덤 옆에 다음과 같이 애도했다.
행복만이 유일한 선이다.
행복하게 되는 때는 바로 지금이다.
행복한 장소가 바로 여기다.
행복하게 되는 길은 다른 사람들을 행복하게 만드는 것이다.— 로버트 그린 잉거솔

인생은 차갑고 거친 두 영원의 산봉우리 사이에 있는 좁은 계곡이다.
우리는 그 봉우리 너머를 바라보려고 헛된 노력을 하고 있다.
우리는 큰 소리를 부르짖는다.
그러나 유일한 대답은 우리의 함성의 메아리일 뿐이다.— 로버트 그린 잉거솔